# Ariane Brodier
 (février 2022).
Si vous disposez d'ouvrages ou d'articles de référence ou si vous connaissez des sites web de qualité traitant du thème abordé ici, merci de compléter l'article en donnant les références utiles à sa vérifiabilité et en les liant à la section « Notes et références ».
Ariane Brodier est une animatrice et chroniqueuse de télévision, comédienne et humoriste française née le 26 avril 1979 à Lagny-sur-Marne.

## Biographie

### Enfance et formation
Elle est née le 26 avril 1979 à Lagny-sur-Marne.

### Débuts dans le groupe M6 (2002-2008)
Elle fait partie des jurées de l’émission Opération séduction aux Caraïbes,. Elle est retenue pour animer l'émission, diffusée sur M6, avec trois autres femmes durant l’été 2002[réf. nécessaire].
À la rentrée suivante, M6 lui confie l'animation d'une émission matinale quotidienne de jeux basés sur la musique, Tubissimo, qu'elle anime jusqu'en 2007. Lors de la rentrée 2003, elle devient la Miss Météo de la chaîne privée, et ce jusqu'en 2006. Au milieu de cette même année 2003, la chaîne la place dans l'équipe formée autour de Cyril Hanouna pour la reprise du Morning Live. Mais l'émission est rapidement déprogrammée, faute d'audience.
Par la suite, la chaîne préfère lui confier exclusivement l'animation de petites émissions consacrées à la musique urbaine : en 2005, Focus Black sur M6 Music Black, puis de 2006 à 2008, Star Six Music, L'Alternative Live et la nocturne Club.
Elle quitte M6 en août 2008 pour rejoindre France 2 dès la rentrée suivante.

### De France 2 à la TNT (2008-2010)
Elle intègre l'équipe de l'émission Service Maximum présentée par Julien Courbet.
Elle est transférée dans l'équipe du magazine C'est chic, c'est Cannes, diffusé du 13 mai 2009 au 24 mai 2009.
À partir du 8 septembre 2009, elle est présente sur Virgin 17, où elle renoue avec ses deux amours : la télé-réalité et la musique : d'un côté, elle coanime une nouvelle émission de téléréalité aux côtés de Christophe Beaugrand intitulée Pop Job : deux entreprises françaises s'affrontent au chant. Parallèlement, elle anime l'émission Music Strip.
Durant cette même saison 2009-2010, elle anime également, plusieurs émissions sur Ma Chaîne Étudiante.
D'août 2010 à décembre 2010, elle revient vers davantage d'exposition en décrochant un poste de chroniqueuse de Jean-Marc Morandini, dans l'émission Morandini ! sur Direct 8, émission consacrée à l'actualité dans les médias[réf. nécessaire]. La rentrée suivante, elle quitte pourtant l'équipe pour retourner brièvement dans le groupe M6 : elle est chroniqueuse dans la décriée émission de télé-réalité Dilemme, sur W9, animée par Faustine Bollaert. Parallèlement, elle anime seule la petite émission N'oubliez pas votre passeport sur la chaîne étudiante MCE.
En février 2011, elle rejoint NT1 où elle anime des divertissements et l'émission people En mode gossip.

### Carrière d'animatrice et de comédienne (depuis 2011)
Elle participe à la campagne publicitaire d'Orangina sur l'Ours Orangina serial plaqueur dans le cadre de la Coupe du monde de rugby 2011.
Elle fait une apparition dans le film d'action français Colombiana en 2011.
En 2012, elle joue dans l'épisode Mon colocataire est violent (saison 2) de la scripted reality Le Jour où tout a basculé, et tient un petit rôle dans un film de cinéma, la satire  Superstar, de Xavier Giannoli, avec Cécile de France et Kad Merad dans les rôles principaux.
Et tant qu'humoriste, elle commence à participer régulièrement à l'émission Fidèles au poste ! de Bruno Guillon diffusée en deuxième partie de soirée sur France 4 d'octobre à décembre 2012. Elle participe en tant que candidate à Fort Boyard. 
En 2012, elle lance son propre spectacle solo, intitulé Ariane fait sa mytho produit par Arthur et mise en scène par Jarry. 
Cependant, elle garde un pied dans l'animation : elle passe de NT1 à TF6 où elle anime l'émission de téléréalité Les Puceaux passent à l'assaut, est chroniqueuse de l'émission 100 % Phénomènes animée par l'ex Miss France Élodie Gossuin ; et enfin coanime La grande soirée drôle et sexy, avec Magloire, ancien animateur du groupe M6.
En 2017, elle est candidate dans l'émission de concours culinaire Le Meilleur Pâtissier Célébrités saison 2 sur M6, et incarne le nouveau personnage d'Ariane la Spartiate, dans le jeu familial Fort Boyard en 2015 sur France 2, auquel elle a participé par le passé en tant que candidate puis de retour en 2018. 
En 2019, elle publie son premier livre intitulé Rock mama - le regard décomplexé d'Ariane Brodier sur la maternité.
Elle repart en rodage avec un nouveau one-woman-show avec la tournée Camping Paradis durant l’été 2025.

### Vie privée
Elle est en couple avec le joueur de rugby international français Fulgence Ouedraogo. En août 2017, l'animatrice annonce être enceinte de leur premier enfant. Elle révèle également avoir fait plusieurs fausses couches dans le passé. Le 21 janvier 2018, elle donne naissance à un garçon. Le 25 avril 2019, elle donne naissance à leur deuxième enfant, une fille.

## Controverses

### Patch Initiv
Ariane Brodier met en avant un patch appelé Initiv Biologie Augmentée pour soulager la douleur du dos sans actif médicamenteux mis en vente par Sanofi.
Il n'y a pas de preuves que des particules minérales puissent réfléchir les infrarouges suffisamment pour faciliter la récupération. Une autre étude n'a pas montré d'efficacité du patch pour la récupération.

## Filmographie

### Cinéma
- 2009 : La Loi de Murphy de Christophe Campos : Une infirmière
- 2011 : Colombiana de Olivier Megaton : Alexa
- 2012 : Superstar de Xavier Giannoli : Marion
- 2015 : Bis de Dominique Farrugia : Sabrina
- 2022 : Burn out de Thierry Obadia
- 2025 : Sur mon chemin de Thierry Obadia

### Télévision
- 2012 : Le Jour où tout a basculé (Saison 2, épisode 35   Mon colocataire est violent) : Magalie
- 2012 : Section de recherches (Saison 6, épisode 9 Entre toi et moi) : Natacha
- 2012 : Fais pas ci, fais pas ça (un épisode)
- 2012 : On se quitte plus de Laurence Katrian : Shirley
- 2016 : Scènes de ménages : Une amie de Liliane
- 2017 - 2018 : Camping Paradis : Juliette Vanin

### Publicités
- 2011 : Orangina : La Bimbo
- 2017 - 2018 : Mondial Pare Brise : Elle-même
- 2017 : Au resto la vie a du goût : Elle-même

### Web-séries et vidéos
- 2015 : Web série Pourquoi ?
- 2016 : Web série Le bled est dans le pré : Brigitte
- 2016 :  Prof vs Elève de Lolywood : La mère
- 2016 : Dans la vie... de Florian Nguyen

## Théâtre
- 2013 : Ah ! Vos souhaits… de et mis en scène par Éric Le Roch

## One Woman Shows
- 2012 - 2017 : Ariane fait sa mytho ! (produit par Arthur et mise en scène de Jarry)

## Émissions de télévision

### Animatrice
- 2002 : Opération séduction aux Caraïbes sur M6[1]
- 2002 - 2007 : Tubissimo sur M6
- 2003 : Morning Live sur M6 avec Cyril Hanouna[26]
- 2003 - 2006 : Météo sur M6
- 2005 : Focus Black sur M6 Music Black
- 2006 - 2007 : Star Six Music sur M6
- 2006 - 2008 : L'Alternative Live sur M6
- 2006 - 2008 : Club sur M6
- 2007 : Drôle de Morning ! sur M6
- 2009 : C'est chic, c'est Cannes sur France 2
- 2009 : Pop Job sur Virgin 17 : avec Christophe Beaugrand
- 2009 - 2010 : Music Strip 2 sur Virgin 17
- 2010 : N'oubliez pas votre passeport sur MCE
- 2011 : En mode gossip sur NT1
- 2011 : Soirée Animaux sur NT1
- 2011 : Le Grand Kif sur NT1
- 2011 : Météo sur Disney Channel
- 2011 : Grand Multiplex du rire sur Comédie !
- 2012 : Les puceaux passent à l'assaut sur TF6
- 2012 : La grande soirée drôle et sexy sur TF6 avec Magloire
- 2021-2025 : Vous êtes formidables ! sur France 3 Occitanie[27],[28]
- 2022-2023 : La Grande Vidéo Party sur Gulli
- 2024 : Tous fous de concours insolites sur Gulli avec Jérome Anthony et SoAnne.

### Chroniqueuse
- 2002 : Ça se passe entre nous présentée par Elsa Fayer sur Fun TV
- 2008 - 2009 : Service Maximum présenté par Julien Courbet sur France 2
- 2010 : Morandini ! présenté par Jean-Marc Morandini sur Direct 8
- 2010 : Dilemme sur W9, téléréalité présentée par Faustine Bollaert sur W9
- 2012 : 100 % Phénomènes  présentée par Élodie Gossuin sur TF6

### Participante / candidate
- 2007-2010 : En toutes lettres sur France 2
- 2012, 2013, 2014, 2015, 2018 : Fort Boyard sur France 2
- 2012 : Fidèles au poste ! présentée par Bruno Guillon sur France 4
- 2013-2016 : Vendredi tout est permis avec Arthur sur TF1
- 2014 : Face à la bande sur France 2
- 2014 : Canapé Quiz sur TMC
- 2014 : Le Maillon faible sur D8
- 2015, 2016, 2020 : Mot de passe sur France 2
- 2016, 2017 : Le Grand Blind Test sur TF1
- Depuis 2017 : Tout le monde a son mot à dire sur France 2
- 2017 : Saison 2 du Meilleur Pâtissier, spécial célébrités sur M6
- 2017 : Tout le monde joue sur France 2
- 2018-2019 : Drôlement bêtes sur France 4
- 2018 : Off roads, les routes de l'extrême sur RMC Découverte
- 2019 : Le Grand Concours des humoristes sur TF1
- 2019 : Un dîner presque parfait - « Spéciale animateurs » sur W9
- 2019 : Boyard Land sur France 2
- 2023 : Saison 6 du Meilleur Pâtissier, spécial célébrités sur Gulli

## Discographie
- 2015 : #Selfish featuring Mister V (single sous le pseudonyme d'Ari-L)

## Publication
- Ariane Brodier, Rock mama - le regard décomplexé d'Ariane Brodier sur la maternité, First, 2019 (ISBN 9782412050118, EAN 9782412050118)